# Masacre del McDonald's de San Ysidro
La Masacre del McDonald's de San Ysidro fue un incidente ocurrido el miércoles 18 de julio de 1984, en un restaurante de la cadena McDonald's localizado en San Ysidro, San Diego, California. El tiroteo causó 22 muertos (incluyendo al perpetrador James Oliver Huberty) y causó lesiones a otras 19 personas.

## Perpetrador
James Oliver Huberty nació en Canton, Ohio el 11 de octubre de 1942. Cuando tenía tres años enfermó de poliomielitis y a pesar de que su recuperación fue progresiva, la enfermedad le causó dificultades permanentes para caminar. En la década de los 50 su padre compró una granja en la comunidad amish de Pennsylvania, en Pensilvania. La madre de Huberty se negó a vivir en esta comunidad y pronto abandonó a su familia para convertirse en predicadora itinerante dentro de una Convención Bautista del Sur. Su abandono dejó un profundo efecto en el joven James, quien se hizo huraño y retraído.
En 1962, Huberty fue matriculado en la universidad jesuita de la comunidad, donde estudió y obtuvo un grado en sociología. Más tarde recibió una licencia como embalsamador en el Instituto de Ciencias Funerarias de Pittsburgh en Pittsburgh, Pennsylvania. Durante su estancia en esta escuela conoció a su esposa Etna, con quien se casó en 1965 y tuvieron dos hijas, Zelia y Cassandra. La familia Huberty se instaló en Massillon, Ohio, donde James trabajó como director funerario en la Casa Funeraria Don Williams. En 1971, la familia Huberty se vio obligada a trasladarse a Canton, después de que su casa en Massillon se incendiara.
Mientras vivía en Canton, Huberty encontró trabajo como soldador para el Sindicato Metalúrgico Inc. Tanto Huberty como su esposa Etna tenían historial de comportamiento violento. En una fiesta de cumpleaños de la hija de un vecino, Etna instruyó a su hija Zelia sobre cómo golpear a sus compañeros de clase. En un altercado relacionado con la madre de otro niño, Etna amenazó a la mujer con una pistola del calibre 9 milímetros; y a pesar de que fue detenida, la policía de Canton no pudo confiscar el arma. Un tiempo después James le disparó a su pastor alemán en la cabeza cuando un vecino se quejó de que el perro había dañado su automóvil.
Huberty, que era un survivalista, veía señales de problemas desarrollándose en Estados Unidos, creyendo que las regulaciones y la intervención del gobierno federal eran la causa de que los negocios quebraran y del desempleo, incluyendo el suyo. Creía que los banqueros internacionales manipulaban el Sistema de Reserva Federal y estaban provocando la ruina financiera de la nación. Estaba convencido de que la amenaza soviética se encontraba en todas partes, y creía que el fin de la sociedad moderna se encontraba cerca, quizá a través de un colapso económico o una guerra nuclear. Se comprometió a prepararse para sobrevivir a dicho colapso y mientras estaba en Cantón, almacenó en su casa miles de dólares en comida no perecedera y seis armas que planeaba usar para defender su hogar del caos que se avecinaba. Cuando se mudó a Ohio, dejó toda la comida pero llevó consigo las armas.
La violencia doméstica era frecuente en el hogar Huberty. Etna alguna vez llegó a presentar una denuncia al Departamento de Protección de Niños y Servicios Familiares informando que su marido le había dañado la mandíbula. Para tranquilizar a James y sus episodios de violencia, Etna creó cartas del tarot y pretendía leer su futuro, lo que le producía una calma temporal.
Como resultado de un accidente en motocicleta, Huberty tenía un espasmo incontrolable en el brazo derecho, una condición que hizo imposible que continuara con su oficio de soldador. En enero de 1984, la familia Huberty dejó Cantón y tuvieron una breve estancia en Tijuana, México antes de establecerse en San Ysidro, una comunidad cercana a San Diego, California. Ahí fue capaz de encontrar un trabajo como guardia de seguridad; sin embargo, fue despedido dos semanas antes del tiroteo. Su apartamento se localizaba a tres manzanas del lugar de la masacre.

## Antes del tiroteo
El día antes de la masacre, Huberty había llamado a un centro de salud mental. La recepcionista escribió mal su nombre como "Shouberty", y como él había afirmado que no se trataba de una emergencia, su llamada no fue devuelta. Estuvo al lado del teléfono durante horas, y al ver que no le devolvían la llamada, salió en motocicleta a un destino desconocido. Según Etna, James regresó unas horas después mucho más feliz y contento de lo habitual. Esa misma noche fue en bicicleta con su mujer y sus hijas a un parque cercano y después Etna y él se quedaron viendo una película en el televisor de la casa. Huberty y su familia fueron al zoológico de San Diego en la mañana del 18 de julio, y comieron en un McDonald's en el barrio de Clairemont, en el norte de San Diego, pocas horas antes de la masacre.
Antes de que Huberty se dirigiera al McDonald's, se dirigió a su esposa Etna, a la cual le dijo que quería darle "un beso de despedida". Cuando Etna le preguntó a dónde se dirigía, Huberty respondió: "voy a cazar... a cazar humanos". Ese mismo día, en el zoológico, él le comentó, en referencia a que la clínica no le había devuelto la llamada: "bueno, la sociedad tuvo su oportunidad". Al ser interrogada por la policía, Etna no dio ninguna explicación de por qué ella no reportó su comportamiento tan extraño. Al dirigirse a la puerta se encontró a Zelia, su hija mayor de 12 años a la que le dijo: "Adiós. No voy a volver". Un testigo llamó a la policía cuando vio a Huberty salir de su apartamento y se dirigía al Boulevard de San Ysidro con dos armas de fuego, pero la operadora le dio a los oficiales la dirección incorrecta. Se cree que Huberty tenía alguna especie de esquizofrenia paranoide, pensando que todos estaban en contra suya y todos conspiraban contra él, por lo que se especula que la llamada a la clínica de salud mental fue la última oportunidad a la "humanidad" para que le demostrara que no estaba en contra suya. Al no recibir ninguna respuesta por parte de la clínica, se cree que lo interpretó como una ofensa, llevando a cabo los posteriores hechos como una especie de venganza en medio de un brote psicótico.

## La masacre
Antes de dirigirse al McDonald's, Huberty fue visto primero en un supermercado Big Bear y posteriormente en una oficina de correos en San Ysidro Boulevard, al lado del restaurante atacado. Se desconocen los motivos por los que Huberty desechó los dos primeros sitios, aunque se cree que fue porque pudo pensar que dentro del McDonald's habría más gente a la que poder atacar.
Aproximadamente a las 3:56 pm del 18 de julio, Huberty condujo su coche Sedán Mercury Marquis negro hacia el parking del restaurante McDonald's en San Ysidro Boulevard. En su poder se encontraban una pistola semiautomática Browning HP de 9 mm, una carabina Uzi de 9 mm , una escopeta de bombeo Winchester 1200 calibre 12 , una caja y una bolsa de tela llena con cientos de cartuchos para cada arma. Un total de 45 clientes estaban presentes dentro del restaurante.
Al entrar al restaurante minutos después, Huberty apuntó por primera vez con su escopeta a un empleado de 16 años llamado John Arnold desde una distancia de aproximadamente cinco metros. Mientras lo hacía, el subgerente, Guillermo Flores, gritó: "¡Oye, John, ese tipo te va a disparar!". Según Arnold, cuando Huberty apretó el gatillo, "no pasó nada". Mientras Huberty inspeccionaba su arma, la gerente del restaurante, Neva Caine, de 22 años, caminó hacia el mostrador de servicio del restaurante en dirección a Arnold, mientras Arnold, creyendo que el incidente era una broma desagradable, comenzaba a alejarse del pistolero. Huberty disparó su escopeta hacia el techo antes de apuntar con la Uzi a Caine, disparándole una vez debajo del ojo izquierdo. Caine murió minutos después.
Inmediatamente después de dispararle a Caine, Huberty disparó su escopeta a Arnold, hiriendo al adolescente en el pecho y el brazo, antes de gritar "¡Todos al suelo!". Huberty luego se refirió a todos los presentes en el restaurante como "cerdos sucios, imbéciles de Vietnam ", antes de afirmar que había "matado a mil" y que tenía la intención de "matar a mil más". Al escuchar las palabras de Huberty y ver que habían disparado a Caine y Arnold, un cliente, Víctor Rivera, de 25 años, trató de persuadir a Huberty de que no disparara a nadie más. En respuesta, Huberty le disparó hasta matar a Rivera catorce veces, gritando repetidamente "cállate" mientras éste agonizaba.
Mientras el personal y los clientes intentaban esconderse debajo de las mesas y cabinas de servicio, Huberty dirigió su atención hacia seis mujeres y niños apiñados. Primero mató a María Colmenero-Silva, de 19 años, de un solo disparo en el pecho, luego mató a tiros a Claudia Pérez, de nueve años, en el estómago, mejilla, muslo, cadera, pierna, pecho, espalda, axila y cabeza con su Uzi. Luego hirió una vez en la mano a Imelda, hermana de Pérez, de 15 años, con la misma arma, y disparó con su escopeta contra Aurora Peña, de 11 años. Peña, inicialmente herida en la pierna, había sido protegida por su tía embarazada, Jackie Reyes, de 18 años. Huberty disparó a Reyes 48 veces con la Uzi. Al lado del cuerpo de su madre, Carlos Reyes, de ocho meses, se sentó y gimió, después de lo cual Huberty le gritó al niño y luego lo mató con un solo disparo de pistola en el centro de la espalda.
Luego, Huberty disparó y mató a un camionero de 62 años llamado Laurence Versluis, antes de atacar a una familia sentada cerca del área de juegos del restaurante que había tratado de proteger a su hijo y a su amigo debajo de las mesas con sus cuerpos. Blythe Regan Herrera, de 31 años, había protegido a su hijo Matao, de 11 años, debajo de una mesa, mientras su esposo, Ronald, protegía al amigo de Matao, Keith Thomas, de 12 años, debajo de la misma mesa, directamente frente a ellos. Ronald Herrera instó a Thomas a no moverse, protegiendo al niño con su cuerpo. Thomas recibió un disparo en el hombro, brazo, muñeca y codo izquierdo, pero no resultó gravemente herido; Ronald Herrera recibió seis disparos en el estómago, el pecho, el brazo, la cadera, el hombro y la cabeza, pero sobrevivió; su esposa, Blythe, y su hijo, Matao, murieron con numerosos disparos en la cabeza.
Cerca de allí, tres mujeres también habían intentado esconderse debajo de una caseta. Guadalupe del Río, de veinticuatro años, yacía contra una pared; fue resguardada por sus amigas Gloria Ramírez de 25 años y Arisdelsi Vuelvas Vargas de 31 años. Del Río recibió varios impactos pero no resultó gravemente herida, Ramírez resultó ileso, mientras que Vargas recibió un solo disparo en la nuca. Murió a causa de su herida al día siguiente, siendo la única persona herida de muerte que vivió lo suficiente para llegar a un hospital. En otra mesa, Huberty mató al banquero Hugo Velázquez Vásquez, de 45 años, de un solo disparo en el pecho.
La primera de muchas llamadas a los servicios de emergencia se realizó poco después de las 4:00 pm, notificando a la policía sobre el tiroteo contra una niña que había sido llevada a una oficina de correos en San Ysidro Boulevard. El operador dirigió erróneamente a los oficiales que respondieron a otro McDonald's a dos millas (tres kilómetros) del restaurante San Ysidro Boulevard. Este error permitió que Huberty pudiera asesinar a más gente y además retrasó la imposición de un cierre durante varios minutos, viniendo las únicas advertencias de lo que sucedía en el interior del restaurante por parte de civiles que pasaban por ahí a conductores o gente que se dirigían al McDonald's.
Poco después de las 4:00 pm, una joven llamada Lydia Flores llegó al parking. Al detenerse en la ventanilla de recogida de comida, Flores notó ventanas rotas y el sonido de disparos, antes de "mirar al lado y allí estaba, simplemente disparando". Flores dio marcha atrás con su coche hasta estrellarse contra un muro; se escondió en unos arbustos con su hija Melissa, de dos años, hasta que terminó el tiroteo. Alertado por el ruido de la colisión del coche de Lydia, Huberty salió momentáneamente del restaurante para averiguar qué había sido ese ruido.
Aproximadamente a las 4:05 pm, una pareja de mexicanos, Astolfo y Maricela Félix, se dirigieron hacia una de las áreas de servicio del restaurante. Al notar las ventanas rotas, Astolfo inicialmente supuso que se estaban realizando obras y que Huberty, caminando hacia el auto, era un reparador. Huberty disparó su escopeta y su Uzi contra la pareja y su hija de cuatro meses, Karlita, golpeando a Maricela en la cara, los brazos y el pecho, cegándola de un ojo e inutilizando permanentemente una mano. Su bebé resultó gravemente herido en el cuello, el pecho y el abdomen. Astolfo fue herido en el pecho y la cabeza. Mientras Astolfo y Maricela se alejaban tambaleándose de la línea de fuego de Huberty, Maricela le entregó su bebé a su marido. Astolfo le entregó la niña que no paraba de llorar a una joven llamada Lucía Velasco mientras su esposa se desplomaba contra un automóvil. Velasco llevó al bebé a un hospital cercano mientras su esposo ayudaba a Astolfo y Maricela a ingresar a un edificio cercano. Los tres miembros de la familia Félix sobrevivieron.
Luego, tres niños de 11 años montaron sus bicicletas BMX en el estacionamiento oeste. Al escuchar a un peatón gritar algo ininteligible desde el otro lado de la calle, los tres se detuvieron, antes de que Huberty les viera, saliera del restaurante y disparara a los tres niños con su escopeta y su Uzi. Joshua Coleman cayó al suelo gravemente herido en la espalda, el brazo y la pierna; Más tarde recordó haber mirado a sus dos amigos, Omar Alonso Hernández y David Flores Delgado, notando que Hernández estaba en el suelo con múltiples heridas de bala en la espalda y había comenzado a vomitar; Delgado había recibido varios disparos en la cabeza. Coleman sobrevivió; Hernández y Delgado murieron en el lugar. Huberty luego notó a una pareja de ancianos, Miguel Victoria Ulloa, de 74 años, y Aída Velázquez Victoria, de 69, caminando hacia la entrada. Cuando Miguel intentó abrirle la puerta a su esposa, Huberty disparó su escopeta, matando a Aída de un tiro en la cara e hiriendo a Miguel. Un sobreviviente ileso, Oscar Mondragón, informó más tarde haber observado a Miguel acunando a su esposa en sus brazos y limpiándole la sangre de la cara, gritándole maldiciones a Huberty, quien luego se acercó a la puerta, maldijo a Miguel y luego lo mató de un tiro en la cabeza.

### Intervención policial
Aproximadamente diez minutos después de que se hiciera la primera llamada a los servicios de emergencia, la policía llegó al restaurante McDonald's correcto. El primer oficial en la escena, Miguel Rosario, determinó rápidamente la ubicación y la causa del disturbio real y transmitió esta información al Departamento de Policía de San Diego mientras Huberty disparaba contra la patrulla de Rosario. Los agentes desplegados impusieron inmediatamente un bloqueo en un área que se extendía a seis cuadras del lugar del tiroteo. La policía estableció un puesto de mando a dos cuadras del restaurante y desplegó 175 agentes en numerosos lugares estratégicos. A estos agentes se les unieron al cabo de una hora varios miembros del equipo SWAT , que también tomaron posiciones alrededor del restaurante.
Como Huberty disparaba rápidamente y alternaba entre armas de fuego, la policía inicialmente no sabía cuántas personas había dentro del restaurante. Además, como la mayoría de las ventanas del restaurante habían sido destrozadas por los disparos, los reflejos de los fragmentos de vidrio representaron una dificultad adicional para que la policía pudiera concentrarse en el interior del restaurante. Inicialmente, a la policía le preocupaba que el pistolero o los pistoleros pudieran tener rehenes, aunque un cliente que había escapado del restaurante informó a la policía que había un solo pistolero presente en las instalaciones, que no retenía rehenes y disparaba a cualquier persona que encontraba. A las 5:05 pm, todos los agentes fueron autorizados a matar al perpetrador si obtenían un disparo claro.
Varios supervivientes informaron más tarde haber observado a Huberty caminar hacia el mostrador de servicio y ajustar una radio portátil, posiblemente para buscar informes de noticias sobre su tiroteo, antes de seleccionar una estación de música y seguir disparando a personas mientras bailaba al ritmo de la música. Poco después, Huberty se metió en el área de la cocina, descubrió a seis empleados y gritó: "¡Oh, hay más! ¡Están tratando de esconderse de mí, bastardos!" En respuesta, una de las empleadas gritó en español: "¡No me mates! ¡No me mates!" antes de que Huberty abriera fuego, matando a Paulina López, de 21 años, Elsa Borboa-Fierro, de 19, y Margarita Padilla, de 18, e hiriendo gravemente a Albert Leos, de 17 años. Inmediatamente antes de que Huberty comenzara a disparar, Padilla agarró la mano de su amiga y compañera de trabajo, Wendy Flanagan, de 17 años, antes de que los dos comenzaran a correr. Padilla fue luego asesinada a tiros; Flanagan, otros cuatro empleados y una clienta y su bebé se escondieron dentro de un cuarto de servicio del sótano. Más tarde se les unió Leos, que se había arrastrado hasta el cuarto de servicio después de recibir cinco disparos.
Cuando un camión de bomberos se acercó, Huberty abrió fuego y atravesó repetidamente el vehículo con balas, hiriendo levemente a un ocupante. Al oír gemir a un adolescente herido, José Pérez, de 19 años, Huberty le disparó en la cabeza; el joven cayó muerto junto a la mesa en la que estaba sentado. Pérez murió junto a su amiga y vecina, Gloria González, de 22 años, y una joven llamada Michelle Carncross. En un momento, Aurora Peña, que yacía herida junto a su tía muerta, su primo bebé y dos amigos, notó una pausa en los disparos. Al abrir los ojos, vio a Huberty cerca, mirando en su dirección. Soltó una maldición y le arrojó una bolsa de papas fritas a Peña, luego recuperó su escopeta y le disparó a la niña en el brazo, el cuello y la mandíbula. Aurora Peña sobrevivió, aunque permanecería hospitalizada más tiempo que cualquier otro superviviente.

### Fin de la masacre
A las 5:17 pm, Huberty caminó desde el mostrador de servicio hacia la puerta cerca de la ventana del autoservicio del restaurante, permitiéndole a un francotirador SWAT de la policía de 27 años llamado Charles Foster, desplegado en una posición estratégica en el techo de una oficina de correos justo enfrente del restaurante una vista sin obstáculos de su cuerpo desde el cuello hacia abajo a través de su mira telescópica. Foster disparó una sola bala desde una distancia de aproximadamente 35 yardas (32 metros). La bala entró en el pecho de Huberty, cortó su aorta justo debajo de su corazón y salió por su columna vertebral, dejando una herida de salida de una pulgada cuadrada (6 cm 2 ) y haciendo que Huberty cayera hacia atrás al suelo directamente frente al mostrador de servicio, matándolo casi en el acto. Huberty dejaba detrás de sí 21 víctimas mortales, 19 heridos, una mujer viuda y dos hijas de 12 y 9 años huérfanas de padre.
Inmediatamente después de dispararle a Huberty, Foster les dijo a otros oficiales que había matado al perpetrador y que su atención permanecía en el sospechoso inmóvil. Sin embargo, como se habían disparado tantas balas con diferentes armas de fuego dentro del restaurante, la policía no estaba completamente segura de que el único autor hubiera fallecido. Al entrar al restaurante aproximadamente un minuto después, un sargento de policía apuntó con su arma a Huberty mientras notaba los movimientos de una niña herida. Cuando se le preguntó si el hombre fallecido era el sospechoso, la niña asintió con la cabeza.
Todo el incidente duró 77 minutos, tiempo durante el cual Huberty disparó un mínimo de 257 disparos de munición, matando a veinte personas e hiriendo a otras tantas, una de las cuales fue declarada con muerte cerebral al llegar al hospital y murió al día siguiente. Diecisiete de las víctimas murieron dentro del restaurante y cuatro en las inmediaciones. Sólo diez personas dentro del restaurante resultaron ilesas, seis de las cuales se habían escondido dentro del cuarto de servicio del sótano. 
Varias víctimas habían intentado detener sus propias heridas y las de sus compañeros con servilletas, a menudo en vano. De las víctimas mortales, trece murieron por heridas de bala en la cabeza, siete por disparos en el pecho y una víctima, Carlos Reyes, de ocho meses, por un solo disparo de 9 mm en la espalda. Las víctimas, cuyas edades oscilaban entre cuatro meses y 74 años, eran predominantemente, aunque no exclusivamente, de ascendencia mexicana o mexicano-estadounidense, lo que refleja la demografía local.
Antes de disparar a varias de sus víctimas, Huberty había gritado incoherencias e insultos. En una ocasión también había gritado que él mismo no merecía vivir, pero que él se ocuparía de este asunto. Aunque Huberty había gritado repetidamente durante su tiroteo que había sido un veterano de la guerra de Vietnam, en realidad nunca había servido en ninguna rama militar, pudiendo haber dicho esa frase para asustar aún más a sus víctimas o simplemente producto de un delirio.
Los informes iniciales emitidos por el Departamento de Policía de San Diego después de la masacre indicaron que Huberty había disparado a todos los heridos o muertos dentro del restaurante en los primeros minutos después de haber entrado por primera vez al restaurante. Esta afirmación fue fuertemente cuestionada por los supervivientes, quienes afirmaron que Huberty había disparado tanto a personas heridas como a personas ilesas más de 40 minutos después de haber abierto fuego por primera vez.

## Lista de fallecidos

### Dentro del restaurante
- Elsa Herlinda Borboa-Fierro, 19 (empleada de McDonald's)
- Neva Denise Caine, 22 (encargada de McDonald's)
- Michelle Deanne Carncross, 18
- María Elena de Colmenero-Silva, 19
- Gloria López González, 23
- Blythe Regan Herrera, 31 (madre de Mateo Herrera)
- Mateo Herrera, 11
- Paulina Aquino López, 21 (empleada de McDonald's)
- Margarita Padilla, 18 (empleada de McDonald's)
- Claudia Pérez, 9
- Jose Rubén Lozano Pérez, 19
- Carlos Reyes , 8 meses
- Jackie Lynn Wright-Domínguez, 18 (madre de Carlos Reyes)
- Víctor Maximillian Rivera, 25
- Arisdelsi Vuelvas Vargas, 31
- Hugo Luis Velázquez Vásquez, 45
- Laurence Herman “Gus” Versluis, 62

### Fuera del restaurante
- David Flores Delgado, 11
- Omar Alonso Hernández, 11
- Aída Velázquez Victoria, 69
- Miguel Victoria-Ulloa, 74 (marido de Aida Victoria)

### Perpetrador
- James Oliver Huberty, 41

### Heridos
- Juan Acosta, 33
- John Arnold, 16
- Anthony Atkins, 36
- Astolfo Cejundo, 26
- Joshua Coleman, 11
- Guadalupe del Río, 24
- Astolfo Félix, 31
- Karlita Félix, 4 meses
- Maricela Félix, 23
- Ronald Herrera, 33
- Alberto Leos, 17
- Francisco López, 22
- Aurora Peña, 11
- Imelda Pérez, 15
- María Rivera, 25
- Mireya Rivera, 4
- Keith Thomas, 12
- Juan Tokano, 33
- Kenneth Villegas, 22

## Consecuencias
Después de demoler el sitio, McDonald's construyó otro restaurante cerca y entregó la otra propiedad a la ciudad, que estableció un centro de educación en el sitio como parte de Colegio Comunitario Southwestern. Este lugar fue construido en 1988 como una ampliación de su campus. En frente de la escuela se encuentra un monumento a las víctimas de la masacre, que consta de 21 pilares hexagonales de mármol blanco que varían en altura de uno a seis pies y que lleva cada uno el nombre de cada una de las víctimas, diseñado por Roberto Valdés. Cada aniversario, el monumento se decora con flores y en el Día de Muertos (festividad mexicana) se ponen velas y ofrendas para las víctimas. La ubicación del monumento se encuentra en el 484 del Boulevard de San Ysidro en San Ysidro, CA. El diseñador Valdés, un exestudiante del Colegio del Suroeste, dijo acerca de la escultura "Los 21 hexágonos representan a cada persona que murió, y cada una tiene diferente alturas. representando la variedad de edades y razas de las personas involucradas en la masacre. Están unidas esperando que la comunidad, en una tragedia como esta, permanezca unida, como ellos lo hicieron".
En respuesta al incidente, la ciudad de San Diego aumentó la capacitación de unidades especiales y compró armas de fuego más poderosas para contrarrestar situaciones futuras. El incidente de San Ysidro provocó que los departamentos policiales en todo Estados Unidos proporcionaran a sus agentes armas de fuego de mayor potencia y entrenamiento especial para detener criminales violentos y mantener seguras a las personas que los rodean.
Las familias de las víctimas fallecidas, junto con las víctimas sobrevivientes, demandaron a la corporación McDonald's y su franquicia local en la Corte Superior de San Diego. Los casos fueron consolidados y, finalmente rechazados antes del juicio por la petición de la defensa por un juicio rápido. Los demandantes apelaron. El 25 de julio de 1987, el Tribunal de Apelación de California (Cuarto Distrito, Primera División) afirmó juicio sumario a los acusados porque no tenían obligación de proteger a los clientes de un asalto imprevisible por un asesino con problemas mentales; y los demandantes no pudieron probar la relación de causalidad, porque las medidas estándar de seguridad normalmente utilizadas por los restaurantes para disuadir a los delincuentes, tales como guardias y cámaras de televisión de circuito cerrado, no podrían haber disuadido a un perpetrador que no se preocupa por su propia supervivencia.
En 1986, Etna Huberty, la viuda de James, demandó a McDonald's y Babcock y Wilcox, su antiguo empleador sin éxito alguno, en un tribunal estatal de Ohio por $5 millones, alegando que la masacre fue provocada por la mezcla combinada de comer demasiados nuggets de pollo de McDonald's y por trabajar en torno a metales altamente tóxicos. Ella alegó que el glutamato monosódico en los alimentos, combinado con los altos niveles de plomo y cadmio en el cuerpo de Huberty fueron los causantes de delirios y de furia incontrolable. Una autopsia reveló que su cuerpo contenía altos niveles de dichos metales, probablemente por acumulación por la inhalación de vapores durante 14 años de ser soldador. Los resultados de la autopsia también revelaron que no había drogas ni alcohol en su sistema en el momento de los asesinatos. Etna Huberty murió en el año 2003.